# نب ماعت رع (أمير)
نب ماعت رع ("رب الحقيقة هو رع") كان أميرًا مصريًا قديمًا وأعظم الرائين في إيونو خلال الأسرة العشرين. من المحتمل أنه كان ابن الملك رمسيس التاسع حيث تم ذكرهما معًا على عتبة باب في معبد هليوبوليس. كان شقيقًا للأمير منتوحرخبشف؛ وشقيقًا آخر محتملًا له هو الملك رمسيس العاشر.